# Чёрная (приток Красногорки)
Чёрная — малая река на западе острова Сахалин, левый приток Красногорки. Протекает по территории Томаринского городского округа Сахалинской области.

## Описание
Истоки реки находятся в предгорьях Приморского хребта. Левый приток начинается в лесах юго-восточнее озера Лесного и протекает через него. Правый приток начинается в болоте северо-восточнее озера. Оба притока соединяются северо-западнее озера. Общее направление течения на северо-запад. Устье находится в селе Красногорск.
При прохождении тайфунов на реке возможны значительные наводнения. Так, при прохождении тайфуна Филлис 6 августа 1981 года в результате наводнения были снесены все искусственные сооружения, находящиеся в русле реки — мосты, причалы, лодочные гаражи.

## Острова
В русле реки, на территории села Красногорск (район Хлебозавода), находится остров Безымянный (48,397° с. ш. 142,101° в. д.), образовавшийся в результате аккумуляции речных наносов. Почва острова болотистая, песчаная. Является местом гнездования перелётных птиц.

## Искусственные сооружения через реку и через залив Фур
1. автомобильно-пешеходный ж/б мост, построен в 1984 году (район Центр, Красногорск).
2. пешеходный ж/б мост, построен в 2014 году (район Центр, Красногорск).
3. автомобильный деревянный мост, построен в 1995 году (район Рабочий, Красногорск).
4. автомобильный ж/б мост, построен в 1990 году (район 7 шахта, Красногорск).
5. остатки ж/б железнодорожного моста японской постройки начала 1940-х г.г. (район 7-я шахта, Красногорск).

## Фотогалерея
|  |  |  |  |